# 那波一寿
那波 一寿（なば かずとし、 1948年12月17日 - ）は、日本のナレーター、声優。秋田県秋田市出身。ハイブリッヂコミュニケーション所属。ライトハウス提携タレント。以前はプロダクション・タンクに所属していた。

## 経歴
立教大学経済学部卒業。東京アナウンスアカデミーを経て、岩尾康延、山内雅人、坂井清成などに師事。

## 主な出演作品

### ゲーム
- タクティクスオウガ（1996年、ギルダス・W・バーン）※セガサターン版
- パンツァーバンディット（1997年、クーロン博士）
- ムーンドラゴン（1997年、ベヒモス）
- The Plucky Squire 〜ジョットと不思議なカラクリ絵本〜（2024年、日本語版ナレーション）

### テレビ
- アジア Who's who
- NHKプレマップ
- NHK高校講座 現代文（朗読）
- 地球ウォーカー
- ニュースプラス1
- サタデーずばッと
- 報道特集
- FNSソフト工場
- 日本全国駅スタンプの旅（旅チャンネル、2009年）
- 秋山莉奈のベジフルライフ（パワーテレビジョン）

### 吹き替え
- セカンド・インパクト
- キャッチャー
- エアポート2000
- アゲインスト・ゼアウイル
- バイオハザードIV アフターライフ

### CM
- ソニー
- 本田技研工業
- 日本石油
- 松下電工
- フランスベッド
- 惣宗寺（佐野厄除け大師）

### 駅構内放送
- 営団半蔵門線（2001年頃まで）
- 東急東横線（2006年まで）
- 小山型放送